# Ceratochaetops
Ceratochaetops är ett släkte av tvåvingar. Ceratochaetops ingår i familjen parasitflugor.
Kladogram enligt Catalogue of Life:
| Ceratochaetops | \| \| Ceratochaetops delphinensis \| \| \| \| \| \| Ceratochaetops triseta \| \| \| \| |
|                | \| \| Ceratochaetops delphinensis \| \| \| \| \| \| Ceratochaetops triseta \| \| \| \| |
|                | Ceratochaetops delphinensis                                                            |
|                |                                                                                        |
|                | Ceratochaetops triseta                                                                 |
|                |                                                                                        |